# Yoshizumi Ogawa
Pour les articles homonymes, voir Ogawa.
Yoshizumi Ogawa (小川 佳純, Ogawa Yoshizumi) est un footballeur japonais né le 25 août 1984. Il évolue au poste de milieu de terrain.

## Palmarès
- Champion du Japon en 2010 avec le Nagoya Grampus
- Vainqueur de la Supercoupe du Japon en 2011 avec le Nagoya Grampus
- Finaliste de la Coupe du Japon en 2009 avec le Nagoya Grampus

## Distinctions personnelles
- J. League Best Eleven : 2008
- J. League Rookie of the Year : 2008